# Santa Maria de Fenals d'Aro
Santa Maria de Fenals d'Aro és una església barroca del nucli de Fenals, en el municipi de Castell d'Aro, Platja d'Aro i s'Agaró (Baix Empordà). S'anomena també com Santa Maria de Fenals de Baix per contraposició a la vella església romànica de Santa Maria de Fenals d'Amunt. Està protegida com a bé cultural d'interès local.

## Descripció
És un edifici senzill, d'una sola nau amb absis semicircular i capelles laterals. Les voltes són d'arestes. El frontis mostra una porta d'arc rebaixat, sense decoració, on hi ha la data del 1774 i un anagrama de la Mare de Déu. Més amunt hi ha una fornícula buida i una rosassa. El campanar, situat a la banda nord, és de base quadrangular, i restà inacabat.
El parament és de pedra irregular, llevant de l'emmarcament de les obertures i els cantonades de l'edifici, que presenten carreus ben tallats.

## Història
L'església nova de Santa Maria va ser bastida durant el segle xviii (1764-1774), en substitució de l'antiga parroquial de Santa Maria. La morfologia accidentada del terreny on es trobava l'església vella va motivar a partir del segle xvi una expansió del poblament cap a Fenals d'Aro, proper al litoral i millor comunicat, cosa que va fer imprescindible la construcció d'un nou temple. Sembla que des de finals del segle xvi ja existia una l'església precedent de l'actual.